# Ann Radcliffe

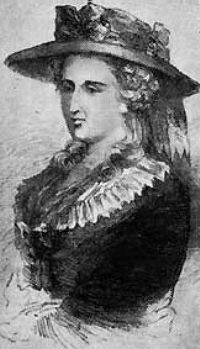
Ann Radcliffe

Ann Radcliffe (* 9. Juli 1764 als Ann Ward in London, England; † 7. Februar 1823 ebenda) war eine britische Schriftstellerin und eine der populärsten Vertreterinnen des Schauerromans (Gothic Novel) ihrer Zeit.

## Leben
Ann Ward wurde im Londoner Stadtteil Holborn als Tochter des Kurzwarenhändlers William Ward geboren und verbrachte einen Teil ihrer Kindheit und Jugend bei gesellschaftlich höher gestellten Verwandten. Ihr Onkel mütterlicherseits, Thomas Bentley, war der Geschäftspartner von Josiah Wedgwood. Dessen Tochter Susannah Wedgwood (genannt Sukey) ist die einzige Freundin, von der bekannt ist, dass Radcliffe sie bereits in ihrer Kindheit kannte. Susannah heiratete später Robert Darwin, mit dem sie sechs Kinder hatte, darunter auch Charles Darwin. Radcliffe wirkte eher zurückhaltend auf Erwachsene, denn für Wedgwood war die Freundin seiner Tochter „Bentleys schüchterne Nichte“.
Im Alter von 23 Jahren heiratete sie William Radcliffe, einen Oxford-Absolventen und politischen Berichterstatter, der später Besitzer und Herausgeber des English Chronicle wurde. Er ermutigte seine Frau, zum Zeitvertreib zu schreiben.
Ihre ersten Versuche waren die Liebesromane The Castle of Athlin and Dunbayne (1789) und A Sicilian Romance (1790), die beide anonym veröffentlicht wurden. Der große Durchbruch gelang ihr mit The Romance of the Forest (1791). Die erste Ausgabe wurde noch anonym publiziert, alle weiteren jedoch trugen den Namen der Autorin. Dieser Roman etablierte sie neben Clara Reeve als einflussreichste Vertreterin der Gothic Novel, die innerhalb des Genres ihren eigenen Stil vertrat, der sich deutlich von dem der bisherigen Schauerromane abhob. Der Schwerpunkt ihrer Bücher lag auf der romantischen reinen und empfindsamen Heldin, die im Laufe der Geschichten durch beängstigende Ereignisse lernen muss, ihre Gefühle auch von ihrem Verstand leiten zu lassen.
In einem postum 1826 erschienenen Artikel stellte Ann Radcliffe den seelenerweiternden Schrecken als eine Quelle des Erhabenen im Sinne von Edmund Burkes theoretischer Schrift von 1757 im Gegensatz zum seelenverengenden Grauen dar. Das Erhabene (Longinus) bezieht sich dabei auf das Grenzenlose, Unfassbare oder Nicht-Reproduzierbare als vor-romantischer Gegenentwurf zum klassizistischen Ideal der Begrenzung und Überschaubarkeit. Anders als Clara Reeve erklärte sie in ihren Romanen alle scheinbar übernatürlichen Ereignisse letztlich als natürlich und ebnete so den Weg des Schauerromans zur Weiterentwicklung in den Kriminalroman.
Als besonders eindrücklich wurde von vielen Kritikern auch Radcliffes Begabung für detaillierte stimmungsvolle Landschaftsbeschreibungen empfunden. Ihre Bücher wurden in mehrere Sprachen übersetzt.

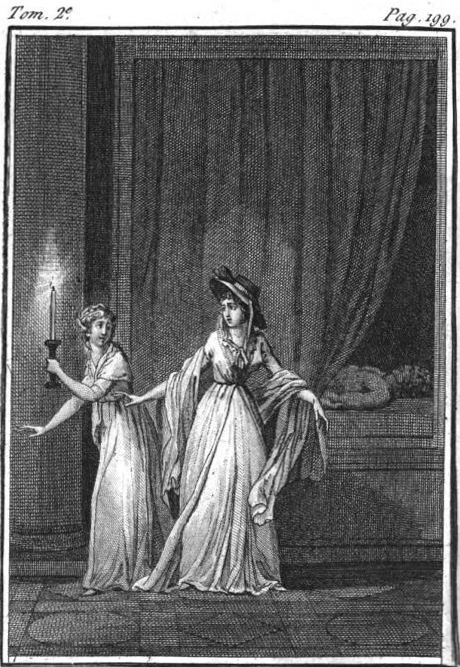
Illustration aus der französischen Ausgabe von The Mysteries of Udolpho (Les Mystères d’Udolphe, 1798)

Zu Lebzeiten veröffentlichte sie noch zwei weitere Romane – The Mysteries of Udolpho (1794) und The Italian (1797).
Sie reiste gern. Im Jahr 1795 veröffentlichte sie A Journey Made in the Summer of 1794 through Holland and the Western Frontier of Germany.
Radcliffes Romane inspirierten in unterschiedlicher Weise die Werke zahlreicher Kollegen wie beispielsweise den Roman Northanger Abbey von Jane Austen, Little Dorrit von Charles Dickens, Das ovale Porträt von Edgar Allan Poe, Rebecca von Daphne du Maurier und viele andere. Sir Walter Scott beschrieb sie als „erste Poetin der Liebesromane“. Sie war mit den Schwestern Sophia und Harriet Lee bekannt, deren Canterbury Tales eine ähnliche Popularität genossen wie Radcliffes Romane.
In den 1790er Jahren zählte Ann Radcliffe zu den bestbezahlten Schriftstellern. So erhielt sie von ihren Verleger G. G. and J. Robinson 500 £ für das Manuskript von The Mysteries of Udolpho. Andere Quellen nennen sogar einen Betrag von 1.000 £.
Trotz ihrer großen Popularität lebte sie sehr zurückgezogen. Es gab zahlreiche abenteuerliche Gerüchte um ihr Leben, die sie unter anderem noch zu Lebzeiten öfter totsagten oder sie dem Wahnsinn verfallen glaubten. Hinweise dazu lasen Zeitgenossen aus der anonym veröffentlichten Ode to Terror (1810) heraus.
In ihren späten Jahren erkrankte sie an Asthma. Vor ihrem Tod litt sie etwa einen Monat an einer heftigen Erkältung, die zu einer Entzündung führte. Ann Radcliffe starb am  7. Februar 1823 in Stafford Row im Londoner Stadtteil Pimlico.

“This lady was known and admired by the world, as the able and ingenious authoress of some of the best romances that have ever appeared in the English language; and which, to the honour of the country, have been translated into every European tongue, and read every where with enthusiasm.”

„Diese Dame war in der ganzen Welt bekannt und bewundert als fähige und geniale Autorin einiger der besten Romane, die je in englischer Sprache veröffentlicht wurden. Ihre Werke wurden – zur Ehre ihres Landes – in alle europäischen Sprache übersetzt und überall mit Begeisterung gelesen.“

Nach ihrem Tod wurden ein letzter Roman Gaston de Blondeville und Teile eines Reisetagebuchs mit dem Titel St. Alban's Abbey veröffentlicht.
Ihre vier bekanntesten Romane, Sicilian Romance, Romance of the Forest, The Mysteries of Udolpho und The Italian, wurden alle sofort nach Erscheinen von Meta Forkel-Liebeskind ins Deutsche übersetzt. Eine deutsche Gesamtausgabe aller Romane erschien erstmals in den Jahren 2016–18.

## Werke
- The Castles of Athlin and Dunbayne (anonym, 1789)

- Die Burgen von Athlin und Dunbayne. Übersetzt von Maria Weber. BoD, Norderstedt 2017, ISBN 978-3-7448-9655-9)

- A Sicilian Romance (anonym, 1790)

- Eine sizilianische Romanze. Freie Übersetzung von Andrea Tepper. BoD, Norderstedt 2010, ISBN 978-3-8391-8577-3)

- The Romance of the Forest (erste Ausgabe anonym, London 1791)

- Die  Waldromanze. Übersetzt von Maria Weber. BoD, Norderstedt 2017, ISBN 978-3-7431-2764-7)

- The Mysteries of Udolpho (London, G. G. and J. Robinson, 1794)

- Udolphos Geheimnisse. Band 1 und 2 (Übersetzt von Meta Forkel-Liebeskind, Hrsg. Sylvia Kolbe, Nachdruck von Franz Haas, Wien / Prag, 1798), Leipzig 2013, ISBN 978-3-95488-385-1
- Die Geheimnisse von Udolpho. Hrsg. und Übersetzung von Maria Weber. BoD, 2019, ISBN 978-3-7481-1903-6

- A Journey Made in the Summer of 1794, through Holland and the Western Frontier of Germany, with a Return Down the Rhine: To Which Are Added Obersavtions During a Tour to the Lakes of Lancashire and Westmorland, and Cumberland (London 1795)

- Tagebuch einer kritischen Dame.  Übersetzt und eingeleitet von Günther Elbin, Mercator-Verlag, Duisburg 2001, ISBN 3-87463-310-1 (Auszüge aus dem Reisebericht Ann Radcliffes, den Niederrhein betreffend)

- The Italian, or the Confessional of the Black Penitents, (London 1797)

- Der Italiäner oder der Beichtstuhl der schwarzen Büssermönche. Übersetzung von Friedrich Polakovics. (Hanser, München 1973)

- Ode to Terror (1810)
- The Poems of Ann Radcliffe (1810)
- Gaston de Blondeville, London (1826)

- Gaston de Blondeville Übersetzt von Maria Weber. BoD, Norderstedt 2017, ISBN 978-3-7448-1523-9)

## Literatur

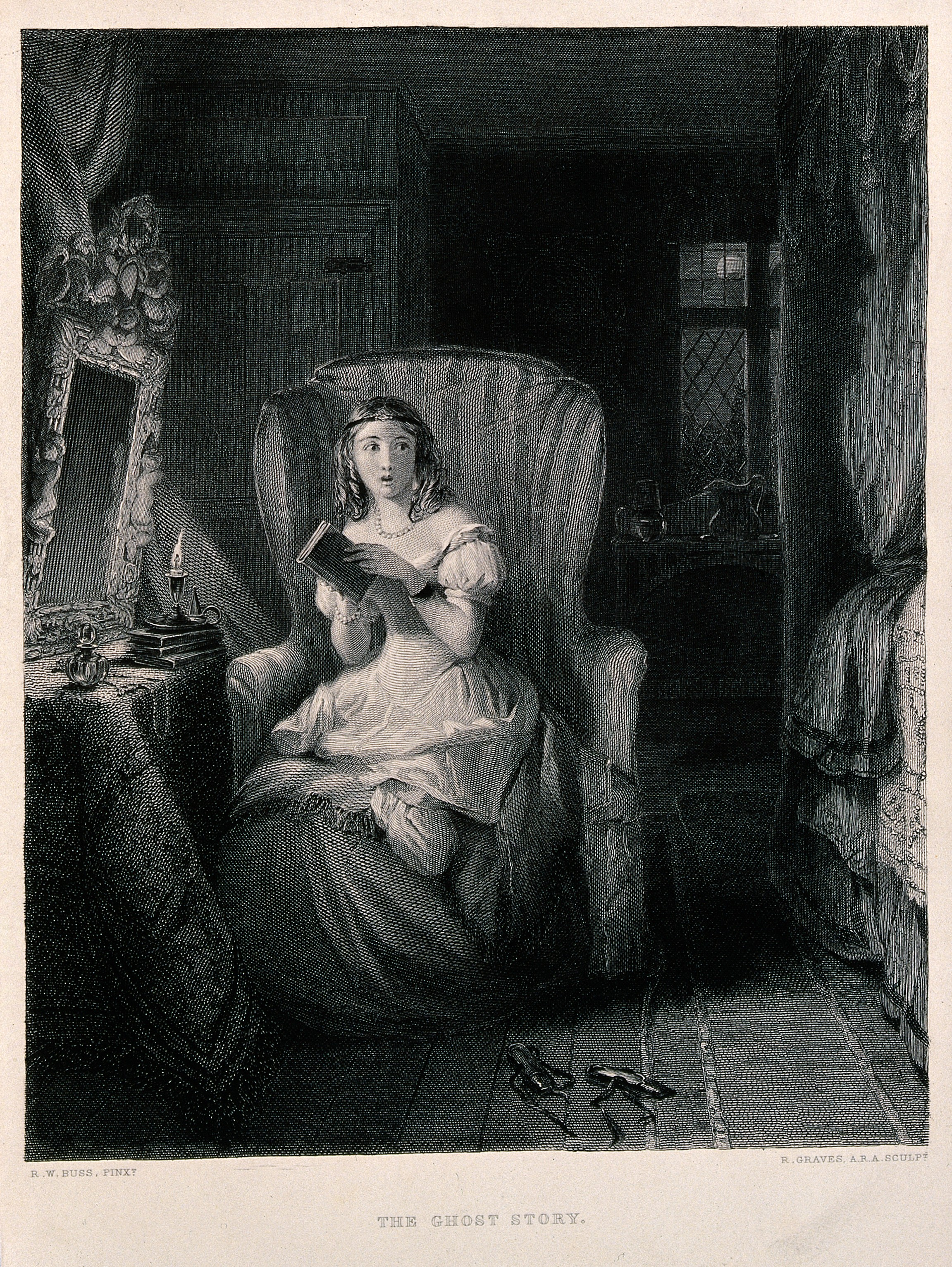
The Ghost Story, Radierung von Robert Graves nach Robert William Buss